# Stockholm-Klasse
Die Stockholm-Klasse ist eine Klasse von zwei Korvetten der Schwedischen Marine, die seit 1986 in Dienst stehen.

## Allgemeines
Die von Kockums in Malmö gebauten Boote, bilden die vierte Generation einer Fahrzeugserie, die in den 1960ern mit den Torpedoschnellbooten Spica-Klasse begonnen wurde. Die Hauptaufgabe der beiden von der schwedischen Marine als Korvetten klassifizierten Boote, nach deutschen Maßstäben handelt sich um Schnellboote, besteht darin das schwedische Seegebiet zu überwachen und so zum maritimen Lagebild beizutragen.
Das erste Fahrzeug, die Stockholm, lief am 22. August 1984 vom Stapel. Taufpate war der damalige Verteidigungsminister Anders Thunborg. Das zweite Fahrzeug, die Malmö, lief am 23. März 1985 vom Stapel und Taufpate war Prinz Bertil. Nach den Erprobungsfahrten wurden die Schiffe am 1. Mai 1986 in den Dienst der Schwedischen Marine gestellt. 1999 wurden sie modernisiert.

## Einheiten
| Kennung      | Name          | Bauwerft       | Kiellegung     | Stapellauf      | Indienststellung | Bemerkung                |
| ------------ | ------------- | -------------- | -------------- | --------------- | ---------------- | ------------------------ |
| P11 (ex K11) | HMS Stockholm | Kockums, Malmö | 1. August 1982 | 22. August 1984 | 1. Mai 1986      | aktiv, 2000 modernisiert |
| P12 (ex K12) | HMS Malmö     | Kockums, Malmö | 14. März 1983  | 23. März 1985   | 1. Mai 1986      | aktiv, 1999 modernisiert |